# Ejhle
Ejhle je hudební skupina, která působila v letech 1982 až 1985. Ve složení Irena Škeříková, Pavel Kočnar, Jaromír Plíšek a Jiří Schneider vystupovala po evangelických sborech a folkových festivalech.
Páteří repertoáru byl cyklus zhudebněných básní Bohuslava Reynka, druhou osu tvořily spirituály a převzaté skladby s českými texty. Některé z těchto písní jsou součástí evangelického zpěvníku Svítá. Skupina Ejhle navázala i personálně na skupinu Pahoj, v niž dříve hráli Pavel Kočnar a Jaromír Plíšek.
Kolem roku 2000 se skupina Ejhle opět dala dohromady a příležitostně vystupuje (například na festivalech v Ondřejově a Jimramově). U příležitosti souborné výstavy grafických a básnických prací Bohuslava Reynka v pražském Letohrádku Hvězda v říjnu 2002  přednesla skupina Ejhle výběr z Reynkových básní ze sbírky Odlet vlaštovek zhudebněných Jiřím Schneiderem na přelomu sedmdesátých a osmdesátých let 20. století.

## Diskografie
- Odlet vlaštovek (2011) CD Odlet vlaštovek